# Wells Root
Wells Root est un scénariste et réalisateur américain, né le 21 mars 1900 à Buffalo (État de New York) et mort le 9 mars 1993 à Los Angeles (Californie).
Il écrivit de nombreux scénarios pour plusieurs séries télévisées.

## Filmographie

### Comme scénariste
- 1928 : Tel père, tel fils (Varsity) de Frank Tuttle
- 1930 : Le Quartier des amoureux (Peacock Alley) de Marcel De Sano
- 1930 : Chasing Rainbows de Charles Reisner
- 1930 : Le Chant du bandit (The Rogue Song) de Lionel Barrymore
- 1930 : La Tourmente (The Storm) de William Wyler
- 1931 : The Prodigal de Harry A. Pollard
- 1931 : Élection orageuse (Politics) de Charles Reisner
- 1932 : L'Oiseau de paradis (Bird of Paradise) de King Vidor
- 1932 : Le Harpon rouge (Tiger Shark) de Howard Hawks
- 1933 : Racetrack de James Cruze (histoire)
- 1933 : Le Long des quais (I cover the Waterfront) de James Cruze
- 1934 : Stingaree de William A. Wellman
- 1934 : Black Moon (en) de Roy William Neill
- 1934 : Paris Interlude d'Edwin L. Marin
- 1935 : L'Ombre du doute (Shadow of Doubt) de George B. Seitz
- 1935 : Les Hommes traqués (Public Hero no 1), de J. Walter Ruben
- 1935 : Poursuite (Pursuit), d'Edwin L. Marin
- 1936 : Le Vagabond bien-aimé (The Beloved Vagabond) (version anglaise) de Curtis Bernhardt (dialogues)
- 1936 : Sworn Enemy (en) d'Edwin L. Marin
- 1936 : The Bold Caballero de Wells Root
- 1937 : Le Prisonnier de Zenda (The Prisoner of Zenda) de John Cromwell
- 1939 : Au service de la loi (Sergeant Madden) de Josef Von Sternberg
- 1939 : Man of Conquest de George Nichols Jr.
- 1939 : Tonnerre sur l'Atlantique (Thunder Afloat) de George B. Seitz
- 1940 : L'Appel des ailes (Flight Command), de Frank Borzage
- 1941 : The Bad Man de Richard Thorpe
- 1941 : The Get-Away d'Edward Buzzell
- 1941 : Georges roi de la mode (Turned Out Nice Again) de Marcel Varnel, d'après sa pièce
- 1942 : Mokey de Wells Root
- 1942 : Tennessee Johnson de William Dieterle
- 1943 : Salute to the Marines (en) de S. Sylvan Simon
- 1943 : Le Héros du Pacifique (The Man from Down Under) de Robert Z. Leonard
- 1948 : Movies Are Adventure de Jack Hively (non crédité)
- 1951 : Furia Roja de Steve Sekely et Victor Urruchaa
- 1951 : The Cinematographer de Jerry Hopper (non crédité)
- 1951 : Stronghold de Steve Sekely
- 1952 : Le Prisonnier de Zenda (The Prisoner of Zenda) de Richard Thorpe
- 1954 : Le Secret magnifique (The Magnificent Obsession) de Douglas Sirk
- 1957 : Hell Ship Mutiny de Lee Sholem et Elmo Williams
- 1961 : Secret of Deep Harbor (en) d'Edward L. Cahn
- 1966 : Texas, nous voilà (Texas Across the River) de Michael Gordon

### comme réalisateur
- 1936 : The Bold Caballero
- 1942 : Mokey